# Bádminton en los Juegos Olímpicos
El bádminton en los Juegos Olímpicos se realiza desde la edición de Barcelona 1992. Tras el Campeonato Mundial, es la máxima competición internacional de Bádminton. Es organizado por el Comité Olímpico Internacional (COI), junto con la Federación Mundial de Bádminton (BWF).
Se disputan cinco torneos diferentes, dos masculinos (individual y dobles), dos femeninos (individual y dobles) y uno mixto (dobles). En la primera edición no se realizó el torneo de dobles mixto.
En la edición de 1992 fueron entregadas por prueba dos medallas de bronce (una a cada uno de los perdedores de las semifinales); en el resto de ediciones se ha disputado adicionalmente un partido por el tercer lugar para definir al ganador de la medalla de bronce.

## Historia
El bádminton apareció por primera vez en unos Juegos Olímpicos en Múnich 1972, como deporte de demostración. En Seúl 1988 volvió a aparecer como exhibición y cuatro años después se convirtió en deporte olímpico.
En Barcelona solo se jugaron cuatro modalidades: individual masculino, individual femenino, dobles masculino y dobles femenino, y se dieron cuatro medallas por modalidad, incluidos dos bronces. En Atlanta 96 se añadió también el dobles mixtos, así como un partido entre los dos semifinalistas derrotados para decidir la medalla de bronce. Este formato es el que se ha venido usando desde entonces.

## Ediciones
| Núm. | Año  | Sede                      | Instalaciones                                    |
| ---- | ---- | ------------------------- | ------------------------------------------------ |
| I    | 1992 | Barcelona ( España)       | Pabellón de la Mar Bella                         |
| II   | 1996 | Atlanta ( Estados Unidos) | Gimnasio de la Universidad del Estado de Georgia |
| III  | 2000 | Sídney ( Australia)       | Sydney Showground – Pabellón 3                   |
| IV   | 2004 | Atenas ( Grecia)          | Gimnasio Olímpico de Gudí                        |
| V    | 2008 | Pekín ( China)            | Gimnasio de la Universidad de Tecnología         |
| VI   | 2012 | Londres ( Reino Unido)    | Wembley Arena                                    |
| VII  | 2016 | Río de Janeiro ( Brasil)  | Riocentro – Pabellón 3                           |
| VIII | 2020 | Tokio ( Japón)            | Plaza Deportiva Musashino Forest                 |
| IX   | 2024 | París ( Francia)          | Arena Porte de la Chapelle                       |

## Palmarés

### Individual masculino
| Núm. | Año                 | Oro                                  | Plata                                | Bronce                                                          |
| ---- | ------------------- | ------------------------------------ | ------------------------------------ | --------------------------------------------------------------- |
| I    | Barcelona 1992      | Alan Budikusuma · Indonesia          | Ardy Wiranata · Indonesia            | Hermawan Susanto · Indonesia Thomas Stuer-Lauridsen · Dinamarca |
| II   | Atlanta 1996        | Poul-Erik Høyer Larsen · Dinamarca   | Dong Jiong · República Popular China | Rashid Sidek · Malasia                                          |
| III  | Sídney 2000         | Ji Xinpeng · República Popular China | Hendrawan · Indonesia                | Xia Xuanze · República Popular China                            |
| IV   | Atenas 2004         | Taufik Hidayat · Indonesia           | Shon Seung-Mo · Corea del Sur        | Sony Dwi Kuncoro · Indonesia                                    |
| V    | Pekín 2008          | Lin Dan · República Popular China    | Lee Chong Wei · Malasia              | Chen Jin · República Popular China                              |
| VI   | Londres 2012        | Lin Dan · República Popular China    | Lee Chong Wei · Malasia              | Chen Long · República Popular China                             |
| VII  | Río de Janeiro 2016 | Chen Long · República Popular China  | Lee Chong Wei · Malasia              | Viktor Axelsen · Dinamarca                                      |
| VIII | Tokio 2020          | Viktor Axelsen · Dinamarca           | Chen Long · República Popular China  | Anthony Sinisuka Ginting · Indonesia                            |
| IX   | París 2024          | Viktor Axelsen · Dinamarca           | Kunlavut Vitidsarn · Tailandia       | Lee Zii Jia · Malasia                                           |

### Dobles masculino
| Núm. | Año                 | Oro                                              | Plata                                                | Bronce                                                                                 |
| ---- | ------------------- | ------------------------------------------------ | ---------------------------------------------------- | -------------------------------------------------------------------------------------- |
| I    | Barcelona 1992      | Kim Moon-Soo · Park Joo-Bong · Corea del Sur     | Rudy Gunawan · Eddy Hartono · Indonesia              | Li Yongbo · Tian Bingyi · República Popular China Razif Sidek · Jalani Sidek · Malasia |
| II   | Atlanta 1996        | Rexy Mainaky · Ricky Subagja · Indonesia         | Cheah Soon Kit · Yap Kim Hock · Malasia              | Antonius Ariantho · Denny Kantono · Indonesia                                          |
| III  | Sídney 2000         | Tony Gunawan · Candra Wijaya · Indonesia         | Lee Dong-Soo · Yoo Yong-Sung · Corea del Sur         | Ha Tae-Kwon · Kim Dong-Moon · Corea del Sur                                            |
| IV   | Atenas 2004         | Ha Tae-Kwon · Kim Dong-Moon · Corea del Sur      | Lee Dong-Soo · Yoo Yong-Sung · Corea del Sur         | Eng Hian · Flandy Limpele · Indonesia                                                  |
| V    | Pekín 2008          | Markis Kido · Hendra Setiawan · Indonesia        | Cai Yun · Fu Haifeng · República Popular China       | Lee Jae-Jin · Hwang Ji-Man · Corea del Sur                                             |
| VI   | Londres 2012        | Cai Yun · Fu Haifeng · República Popular China   | Mathias Boe · Carsten Mogensen · Dinamarca           | Jung Jae-Sung · Lee Yong-Dae · Corea del Sur                                           |
| VII  | Río de Janeiro 2016 | Fu Haifeng · Zhang Nan · República Popular China | Goh V Shem · Tan Wee Kiong · Malasia                 | Christopher Langridge · Marcus Ellis · Reino Unido                                     |
| VIII | Tokio 2020          | Lee Yang · Wang Chi-Lin · China Taipéi           | Li Junhui · Liu Yuchen · República Popular China     | Aaron Chia · Soh Wooi Yik · Malasia                                                    |
| IX   | París 2024          | Lee Yang · Wang Chi-Lin · China Taipéi           | Liang Weikeng · Wang Chang · República Popular China | Aaron Chia · Soh Wooi Yik · Malasia                                                    |

### Individual femenino
| Núm. | Año                 | Oro                                    | Plata                                  | Bronce                                                                     |
| ---- | ------------------- | -------------------------------------- | -------------------------------------- | -------------------------------------------------------------------------- |
| I    | Barcelona 1992      | Susi Susanti · Indonesia               | Bang Soo-Hyun · Corea del Sur          | Huang Hua · República Popular China Tang Jiuhong · República Popular China |
| II   | Atlanta 1996        | Bang Soo-Hyun · Corea del Sur          | Mia Audina · Indonesia                 | Susi Susanti · Indonesia                                                   |
| III  | Sídney 2000         | Gong Zhichao · República Popular China | Camilla Martin · Dinamarca             | Ye Zhaoying · República Popular China                                      |
| IV   | Atenas 2004         | Zhang Ning · República Popular China   | Mia Audina · Países Bajos              | Zhou Mi · República Popular China                                          |
| V    | Pekín 2008          | Zhang Ning · República Popular China   | Xie Xingfang · República Popular China | Maria Kristin Yulianti · Indonesia                                         |
| VI   | Londres 2012        | Li Xuerui · República Popular China    | Wang Yihan · República Popular China   | Saina Nehwal · India                                                       |
| VII  | Río de Janeiro 2016 | Carolina Marín · España                | Pusarla Sindhu · India                 | Nozomi Okuhara · Japón                                                     |
| VIII | Tokio 2020          | Chen Yufei · República Popular China   | Tai Tzu-Ying · China Taipéi            | Pusarla Sindhu · India                                                     |
| IX   | París 2024          | An Se-Young · Corea del Sur            | He Bingjiao · República Popular China  | Gregoria Mariska Tunjung · Indonesia                                       |

### Dobles femenino
| Núm. | Año                 | Oro                                                 | Plata                                                 | Bronce                                                                                      |
| ---- | ------------------- | --------------------------------------------------- | ----------------------------------------------------- | ------------------------------------------------------------------------------------------- |
| I    | Barcelona 1992      | Hwang Hye-Young · Chung So-Young · Corea del Sur    | Guan Weizhen · Nong Qunhua · República Popular China  | Gil Young-Ah · Shim Eun-Jung · Corea del Sur Lin Yanfen · Yao Fen · República Popular China |
| II   | Atlanta 1996        | Ge Fei · Gu Jun · República Popular China           | Gil Young-Ah · Jang Hye-Ok · Corea del Sur            | Qin Yiyuan · Tang Yongshu · República Popular China                                         |
| III  | Sídney 2000         | Ge Fei · Gu Jun · República Popular China           | Huang Nanyan · Yang Wei · República Popular China     | Gao Ling · Qin Yiyuan · República Popular China                                             |
| IV   | Atenas 2004         | Yang Wei · Zhang Jiewen · República Popular China   | Gao Ling · Huang Sui · República Popular China        | Lee Kyung-Won · Ra Kyung-Min · Corea del Sur                                                |
| V    | Pekín 2008          | Du Jing · Yu Yang · República Popular China         | Lee Hyo-Jung · Lee Kyung-Won · Corea del Sur          | Wei Yili · Zhang Yawen · República Popular China                                            |
| VI   | Londres 2012        | Tian Qing · Zhao Yunlei · República Popular China   | Mizuki Fujii · Reika Kakiiwa · Japón                  | Valeriya Sorokina · Nina Vislova · Rusia                                                    |
| VII  | Río de Janeiro 2016 | Misaki Matsutomo · Ayaka Takahashi · Japón          | Christinna Pedersen · Kamilla Rytter Juhl · Dinamarca | Jung Kyung-Eun · Shin Seung-Chan · Corea del Sur                                            |
| VIII | Tokio 2020          | Greysia Polii · Apriyani Rahayu · Indonesia         | Chen Qingchen · Jia Yifan · República Popular China   | Kim So-Yeong · Kong Hee-Yong · Corea del Sur                                                |
| IX   | París 2024          | Chen Qingchen · Jia Yifan · República Popular China | Liu Shengshu · Tan Ning · República Popular China     | Nami Matsuyama · Chiharu Shida · Japón                                                      |

### Dobles mixto
| Núm. | Año                 | Oro                                                   | Plata                                                 | Bronce                                                    |
| ---- | ------------------- | ----------------------------------------------------- | ----------------------------------------------------- | --------------------------------------------------------- |
| I    | Barcelona 1992      | No realizado                                          | No realizado                                          | No realizado                                              |
| II   | Atlanta 1996        | Gil Young-Ah · Kim Dong-Moon · Corea del Sur          | Ra Kyung-Min · Park Joo-Bong · Corea del Sur          | Sun Man · Liu Jianjun · República Popular China           |
| III  | Sídney 2000         | Gao Ling · Zhang Jun · República Popular China        | Minarti Timur · Tri Kusharyanto · Indonesia           | Joanne Goode · Simon Archer · Reino Unido                 |
| IV   | Atenas 2004         | Gao Ling · Zhang Jun · República Popular China        | Gail Emms · Nathan Robertson · Reino Unido            | Jens Eriksen · Mette Schjoldager · Dinamarca              |
| V    | Pekín 2008          | Lee Hyo-Jung · Lee Yong-Dae · Corea del Sur           | Liliyana Natsir · Nova Widianto · Indonesia           | Yu Yang · He Hanbin · República Popular China             |
| VI   | Londres 2012        | Zhang Nan · Zhao Yunlei · República Popular China     | Xu Chen · Ma Jin · República Popular China            | Joachim Fischer Nielsen · Christinna Pedersen · Dinamarca |
| VII  | Río de Janeiro 2016 | Tontowi Ahmad · Liliyana Natsir · Indonesia           | Chan Peng Soon · Goh Liu Ying · Malasia               | Zhang Nan · Zhao Yunlei · República Popular China         |
| VIII | Tokio 2020          | Wang Yilyu · Huang Dongping · República Popular China | Zheng Siwei · Huang Yaqiong · República Popular China | Yuta Watanabe · Arisa Higashino · Japón                   |
| IX   | París 2024          | Zheng Siwei · Huang Yaqiong · República Popular China | Kim Won-Ho · Jeong Na-Eun · Corea del Sur             | Yuta Watanabe · Arisa Higashino · Japón                   |

## Medallero histórico
- Actualizado a París 2024.

| Núm. | País                    | Oro | Plata | Bronce | Total |
| ---- | ----------------------- | --- | ----- | ------ | ----- |
| 1    | República Popular China | 22  | 15    | 15     | 52    |
| 2    | Indonesia               | 8   | 6     | 8      | 22    |
| 3    | Corea del Sur           | 7   | 8     | 7      | 22    |
| 4    | Dinamarca               | 3   | 3     | 4      | 10    |
| 5    | China Taipéi            | 2   | 1     | 0      | 3     |
| 6    | Japón                   | 1   | 1     | 4      | 6     |
| 7    | España                  | 1   | 0     | 0      | 1     |
| 8    | Malasia                 | 0   | 6     | 5      | 11    |
| 9    | India                   | 0   | 1     | 2      | 3     |
| 9    | Reino Unido             | 0   | 1     | 2      | 3     |
| 11   | Países Bajos            | 0   | 1     | 0      | 1     |
| 11   | Tailandia               | 0   | 1     | 0      | 1     |
| 13   | Rusia                   | 0   | 0     | 1      | 1     |
|      | TOTAL                   | 44  | 44    | 48     | 136   |

## Jugadores con más medallas
- Actualizado hasta París 2024.

### Hombres
| Núm. | Jugador        | País          | Años      | Oro | Plata | Bronce | Total |
| ---- | -------------- | ------------- | --------- | --- | ----- | ------ | ----- |
| 1    | Fu Haifeng     | China         | 2012–2016 | 2   | 1     | 0      | 3     |
| 2    | Kim Dong-Moon  | Corea del Sur | 1996–2004 | 2   | 0     | 1      | 3     |
| 2    | Zhang Nan      | China         | 2012–2016 | 2   | 0     | 1      | 3     |
| 2    | Viktor Axelsen | Dinamarca     | 2016–2024 | 2   | 0     | 1      | 3     |
| 5    | Zhang Jun      | China         | 2000–2004 | 2   | 0     | 0      | 2     |
| 5    | Lin Dan        | China         | 2008–2012 | 2   | 0     | 0      | 2     |
| 5    | Lee Yang       | China Taipéi  | 2020–2024 | 2   | 0     | 0      | 2     |
| 5    | Wang Chi-Lin   | China Taipéi  | 2020–2024 | 2   | 0     | 0      | 2     |
| 9    | Chen Long      | China         | 2012–2020 | 1   | 1     | 1      | 3     |
| 10   | Park Joo-Bong  | Corea del Sur | 1992      | 1   | 1     | 0      | 2     |
| 10   | Cai Yun        | China         | 2008–2012 | 1   | 1     | 0      | 2     |
| 10   | Zheng Siwei    | China         | 2020–2024 | 1   | 1     | 0      | 2     |
| 13   | Ha Tae-Kwon    | Corea del Sur | 2004      | 1   | 0     | 1      | 2     |
| 13   | Lee Yong-Dae   | Corea del Sur | 2008–2012 | 1   | 0     | 1      | 2     |

### Mujeres
| Núm. | Jugadora        | País          | Años      | Oro | Plata | Bronce | Total |
| ---- | --------------- | ------------- | --------- | --- | ----- | ------ | ----- |
| 1    | Gao Ling        | China         | 2000–2004 | 2   | 1     | 1      | 4     |
| 2    | Zhao Yunlei     | China         | 2012–2016 | 2   | 0     | 1      | 3     |
| 3    | Ge Fei          | China         | 1996–2000 | 2   | 0     | 0      | 2     |
| 3    | Gu Jun          | China         | 1996–2000 | 2   | 0     | 0      | 2     |
| 3    | Zhang Ning      | China         | 2004–2008 | 2   | 0     | 0      | 2     |
| 6    | Gil Young-Ah    | Corea del Sur | 1992–1996 | 1   | 1     | 1      | 3     |
| 7    | Bang Soo-Hyun   | Corea del Sur | 1996      | 1   | 1     | 0      | 2     |
| 7    | Yang Wei        | China         | 2000–2004 | 1   | 1     | 0      | 2     |
| 7    | Lee Hyo-Jung    | Corea del Sur | 2008      | 1   | 1     | 0      | 2     |
| 7    | Liliyana Natsir | Indonesia     | 2008–2016 | 1   | 1     | 0      | 2     |
| 7    | Chen Qingchen   | China         | 2020–2024 | 1   | 1     | 0      | 2     |
| 7    | Jia Yifan       | China         | 2020–2024 | 1   | 1     | 0      | 2     |
| 7    | Huang Yaqiong   | China         | 2020–2024 | 1   | 1     | 0      | 2     |
| 14   | Susi Susanti    | Indonesia     | 1992–1996 | 1   | 0     | 1      | 2     |
| 14   | Yu Yang         | China         | 2004–2008 | 1   | 0     | 1      | 2     |